# Cycnotrachelodes sitchuanensis
Cycnotrachelodes sitchuanensis es una especie de coleóptero de la familia Attelabidae.

## Distribución geográfica
Habita en China.